# Varberg Fæstning
Varberg Fæstning, historisk Varbergs slot, er et forsvarsanlæg i Varberg i Hallands län, Sverige. Fæstningen blev opført i slutningen af 1200-tallet som borg af Grev Jakob af Halland, og blev udvidet i 1500-tallet og begyndelsen af 1600-tallet til en stærk fæstning, og en af de mest moderne i Nordeuropa. Borgen var en vigtig under Den Nordiske Syvårskrig. Efter oprustningen og udbyggelsen har fæstningen ikke været en del af nogle militære konflikter. Den tilhørte i mange år Danmark, men i 1645 blev den en del af Sverige med Freden i Brömsebro, hvor Halland blev svensk for en periode på 30 år, som senere blev udvidet. Den blev fjernet fra rigets forsvar i 1830.
Fra middelalderen og fer til 1931 fungerede fæstningen også som fængsel. Både de middelalderlige fængselsceller og de individuelle celler fra 1852 er bevaret.
Fæstningen forvaltes af Statens fastighetsverk.
På fæstningen findes, Hallands kulturhistoriska museum er et regionalt museum, som bl.a. udstiller Bockstenmanden, der er et meget velbevaret moselig fra middelalderen.